# Darts of Pleasure
Albums de Franz Ferdinand
Franz Ferdinand
(2003)
Darts of Pleasure est le premier single du groupe de rock indépendant Franz Ferdinand. Il fut réalisé au Royaume-Uni en 2003 puis sorti aux États-Unis par Domino Records.

## Version britannique

### 7"
1. "Darts Of Pleasure" (Alex Kapranos/Nick McCarthy)
leads vocals: Alex Kapranos
2. "Van Tango" (Alex Kapranos/Nick McCarthy)
leads vocals: Nick McCarthy

### CD
1. "Darts Of Pleasure" (Alex Kapranos/Nick McCarthy)
Lead vocals: Alex Kapranos
2. "Van Tango" (Alex Kapranos/Nick McCarthy)
Lead vocals: Nick McCarthy
3. "Shopping for Blood" (Alex Kapranos/Nick McCarthy/Paul Thomson)
Lead vocals: Alex Kapranos

## Version USA / Canada

### CD
1. "Darts of Pleasure" (Alex Kapranos/Nick McCarthy)
Lead vocals: Alex Kapranos
2. "Van Tango" (Alex Kapranos/Nick McCarthy)
Lead vocals: Nick McCarthy
3. "Shopping for Blood" (Alex Kapranos/Nick McCarthy/Paul Thomson)
Lead vocals: Alex Kapranos
4. "Tell Her Tonight" (Home demo) (Alex Kapranos/Nick McCarthy)
Lead vocals: Nick McCarthy
5. "Darts of Pleasure" (home demo) (Alex Kapranos/Nick McCarthy)
Lead vocals: Alex Kapranos